# 安東尼·波頓
安東尼·波頓（Anthony Bolton，1950年3月7日—）是英國知名的基金經理人，被譽為「歐洲股神」、「歐洲的彼得•林區」。他從1979年12月至2007年12月擔任富達特殊情況基金經理人，在這28年期間該基金年均增長19.5％，累積報酬率約達一四七倍，把1,000元英鎊的本錢擴增到14萬7,000元英鎊。 安東尼退休後復出，由於著重中國市場而移居香港，現時管理富達中國特別情況基金（Fidelity China Special）。